# Амр Закі
Амр Хассан Закі (араб. عمرو حسن زكى, нар. 1 квітня 1983, Ель-Мансура) — єгипетський футболіст, що грав на позиції нападника, зокрема за «Замалек», а також національну збірну Єгипту, у складі якої — дворазовий володар Кубка африканських націй. 

## Клубна кар'єра
Народився 1 квітня 1983 року в місті Ель-Мансура. Вихованець футбольної школи місцевого однойменного клубу. Дорослу футбольну кар'єру розпочав 2001 року в основній команді «Ель-Мансури», в якій провів два сезони, взявши участь у 20 матчах чемпіонату. 
Згодом з 2003 року грав за «ЕНППІ Клуб», звідки на початку 2006 року за три мільйони євро перейшов до московського «Локомотива». В Росії нападник не заграв і вже за півроку повернувся на батьківщину, приєднавшись на умовах оренди до «Замалека», який ще за рік викупив контракт Закі за 1,4 мільйона євро. Захищав кольори «Замалека» до 2012 року. Протягом цих років двічі віддався в оренду до представників англійської Прем'єр-ліги — «Віган Атлетік» у сезоні 2008/09 та «Галл Сіті» протягом першої половини 2010 року.
Залишивши «Земалек», другу половину 2012 року провів у турецькому «Елязигспорі», після чого завершував кар'єру в кувейтському «Аль-Сальмія» та на батьківщині в «Ель Мокаволун аль-Араб».

## Виступи за збірні
2003 року залучався до складу молодіжної збірної Єгипту. На молодіжному рівні зіграв у 4 офіційних матчах.
2004 року дебютував в офіційних матчах у складі національної збірної Єгипту.
У складі збірної був учасником домашнього для неї Кубка африканських націй 2006, де був одним з основних нападників і дропоміг команді здобути титул континентального чемпіона. За два роки, на Кубку африканських націй 2008 в Гані, Єгипет захистив чемпіонський титул, а Закі із чотирма забитими голами став найкращим бомбардиром команди на турнірі.
Загалом протягом кар'єри у національній команді, яка тривала 10 років, провів у її формі 63 матчі, забивши 30 голів.
| Дата       | Місто            | Господарі         | Результат               | Гості       | Турнір                                      | Голи | Примітки |
| ---------- | ---------------- | ----------------- | ----------------------- | ----------- | ------------------------------------------- | ---- | -------- |
| 20-6-2004  | Александрія      | Єгипет            | 1 – 2                   | Кот-д'Івуар | Відбір до ЧС 2006                           | -    | 80'      |
| 5-9-2004   | Абіджан          | Єгипет            | 3 – 2                   | Камерун     | Відбір до ЧС 2006                           | -    | 87'      |
| 8-10-2004  | Триполі          | Лівія             | 2 – 1                   | Єгипет      | Відбір до ЧС 2006                           | 1    |          |
| 8-1-2005   | Каїр             | Єгипет            | 3 – 0                   | Уганда      | товариський матч                            | 2    |          |
| 4-2-2005   | Сеул             | Південна Корея    | 0 – 1                   | Єгипет      | товариський матч                            | -    | 77'      |
| 9-2-2005   | Каїр             | Єгипет            | 4 – 0                   | Бельгія     | товариський матч                            | -    | 60'      |
| 14-3-2005  | Ед-Даммам        | Саудівська Аравія | 0 – 1                   | Єгипет      | товариський матч                            | -    |          |
| 5-6-2005   | Каїр             | Єгипет            | 6 – 1                   | Судан       | Відбір до ЧС 2006                           | 2    | 10' 55'  |
| 19-6-2005  | Абіджан          | Кот-д'Івуар       | 2 – 0                   | Єгипет      | Відбір до ЧС 2006                           | -    | 55'      |
| 29-7-2005  | Женева           | Єгипет            | 5 – 0                   | Катар       | товариський матч                            | 2    |          |
| 31-7-2005  | Женева           | Єгипет            | 0 – 0 д.ч. (5 – 4 п.п.) | ОАЕ         | товариський матч                            | -    |          |
| 17-8-2005  | Понта-Делгада    | Португалія        | 2 – 0                   | Єгипет      | товариський матч                            | -    |          |
| 4-9-2005   | Каїр             | Єгипет            | 4 – 1                   | Бенін       | Відбір до ЧС 2006                           | 3    |          |
| 8-10-2005  | Яунде            | Камерун           | 1 – 1                   | Єгипет      | Відбір до ЧС 2006                           | -    |          |
| 16-11-2005 | Каїр             | Єгипет            | 1 – 2                   | Туніс       | товариський матч                            | -    | 71'      |
| 27-12-2005 | Каїр             | Єгипет            | 2 – 0                   | Уганда      | товариський матч                            | 2    | 72'      |
| 5-1-2006   | Александрія      | Єгипет            | 2 – 0                   | Зімбабве    | товариський матч                            | -    |          |
| 14-1-2006  | Каїр             | Єгипет            | 1 – 2                   | ПАР         | товариський матч                            | 1    |          |
| 20-1-2006  | Каїр             | Єгипет            | 3 – 0                   | Лівія       | Кубок африканських націй 2006 - 1-й етап    | -    | 80'      |
| 24-1-2006  | Каїр             | Єгипет            | 0 – 0                   | Марокко     | Кубок африканських націй 2006 - 1-й етап    | -    | 52'      |
| 3-2-2006   | Каїр             | Єгипет            | 4 – 1                   | ДР Конго    | Кубок африканських націй 2006 - чвертьфінал | -    | 73'      |
| 7-2-2006   | Каїр             | Єгипет            | 2 – 1                   | Сенегал     | Кубок африканських націй 2006 - півфінал    | 1    | 78'      |
| 10-2-2006  | Каїр             | Єгипет            | 0 – 0 д.ч. (4 – 2 п.п.) | Кот-д'Івуар | Кубок африканських націй 2006 - Фінал       | -    |          |
| 16-8-2006  | Александрія      | Єгипет            | 0 – 2                   | Уругвай     | товариський матч                            | -    | 78'      |
| 2-9-2006   | Каїр             | Єгипет            | 4 – 1                   | Бурунді     | Відбір до Кубка африканських націй 2008     | -    | 60'      |
| 15-11-2006 | Брентфорд        | Єгипет            | 1 – 0                   | ПАР         | товариський матч                            | -    |          |
| 7-2-2007   | Каїр             | Єгипет            | 2 – 0                   | Швеція      | товариський матч                            | 1    | 61'      |
| 3-6-2007   | Нуакшот          | Мавританія        | 1 – 1                   | Єгипет      | Відбір до Кубка африканських націй 2008     | -    |          |
| 22-8-2007  | Париж            | Кот-д'Івуар       | 0 – 0                   | Єгипет      | товариський матч                            | -    | 53'      |
| 9-9-2007   | Бужумбура        | Бурунді           | 0 – 0                   | Єгипет      | Відбір до Кубка африканських націй 2008     | -    | 65'      |
| 13-10-2007 | Каїр             | Єгипет            | 1 – 0                   | Ботсвана    | Відбір до Кубка африканських націй 2008     | -    | 78'      |
| 17-10-2007 | Осака            | Японія            | 4 – 1                   | Єгипет      | товариський матч                            | -    | 79'      |
| 5-1-2008   | Каїр             | Єгипет            | 3 – 0                   | Намібія     | товариський матч                            | 2    |          |
| 10-1-2008  | Абу-Дабі         | Єгипет            | 1 – 0                   | Малі        | товариський матч                            | -    |          |
| 22-1-2008  | Кумасі           | Єгипет            | 4 – 2                   | Камерун     | Кубок африканських націй 2008 - 1-й етап    | -    | 60'      |
| 26-1-2008  | Кумасі           | Єгипет            | 3 – 0                   | Судан       | Кубок африканських націй 2008 - 1-й етап    | -    | 32' 80'  |
| 30-1-2008  | Тамале           | Єгипет            | 1 – 1                   | Замбія      | Кубок африканських націй 2008 - 1-й етап    | 1    | 60'      |
| 4-2-2008   | Кумасі           | Єгипет            | 2 – 1                   | Ангола      | Кубок африканських націй 2008 - чвертьфінал | 1    | 71'      |
| 7-2-2008   | Секонді-Такораді | Кот-д'Івуар       | 1 – 4                   | Єгипет      | Кубок африканських націй 2008 - півфінал    | 2    | 86'      |
| 10-2-2008  | Аккра            | Камерун           | 0 – 1                   | Єгипет      | Кубок африканських націй 2008 - Фінал       | -    | 84'      |
| 1-6-2008   | Каїр             | Єгипет            | 2 – 1                   | ДР Конго    | Відбір до ЧС 2010                           | 1    |          |
| 6-6-2008   | Джибуті          | Джибуті           | 0 – 4                   | Єгипет      | Відбір до ЧС 2010                           | 1    | 65'      |
| 14-6-2008  | Блантайр         | Малаві            | 1 – 0                   | Єгипет      | Відбір до ЧС 2010                           | -    | 77'      |
| 22-6-2008  | Каїр             | Єгипет            | 2 – 0                   | Малаві      | Відбір до ЧС 2010                           | -    | 84'      |
| 20-8-2008  | Хартум           | Судан             | 4 – 0                   | Єгипет      | товариський матч                            | -    |          |
| 7-9-2008   | Кіншаса          | ДР Конго          | 0 – 1                   | Єгипет      | Відбір до ЧС 2010                           | -    | 33'      |
| 11-2-2009  | Каїр             | Єгипет            | 2 – 2                   | Гана        | товариський матч                            | -    | 59'      |
| 29-3-2009  | Каїр             | Єгипет            | 1 – 1                   | Замбія      | Відбір до ЧС 2010                           | 1    |          |
| 30-5-2009  | Маскат           | Оман              | 0 – 1                   | Єгипет      | товариський матч                            | -    |          |
| 7-6-2009   | Бліда            | Алжир             | 3 – 1                   | Єгипет      | Відбір до ЧС 2010                           | -    | 31' 81'  |
| 2-10-2009  | Каїр             | Єгипет            | 4 – 0                   | Маврикій    | товариський матч                            | 1    |          |
| 10-10-2009 | Чилілабомбве     | Замбія            | 0 – 1                   | Єгипет      | Відбір до ЧС 2010                           | -    | 79'      |
| 5-11-2009  | Асуан            | Єгипет            | 5 – 1                   | Танзанія    | товариський матч                            | 1    |          |
| 14-11-2009 | Каїр             | Єгипет            | 2 – 0                   | Алжир       | Відбір до ЧС 2010                           | 1    | 66'      |
| 18-11-2009 | Омдурман         | Алжир             | 1 – 0                   | Єгипет      | Відбір до ЧС 2010                           | -    | 46'      |
| 3-3-2010   | Лондон           | Англія            | 3 – 1                   | Єгипет      | товариський матч                            | -    | 64'      |
| 10-10-2010 | Бангі            | Нігер             | 1 – 0                   | Єгипет      | Відбір до Кубка африканських націй 2012     | -    | 47' 68'  |
| 16-10-2012 | Абу-Дабі         | Єгипет            | 0 – 1                   | Туніс       | товариський матч                            | -    | 46'      |
| 14-11-2012 | Тбілісі          | Грузія            | 0 – 0                   | Єгипет      | товариський матч                            | -    | 46'      |
| 10-1-2013  | Абу-Дабі         | Гана              | 3 – 0                   | Єгипет      | товариський матч                            | -    | 46'      |
| 10-9-2013  | Ель-Гуна         | Єгипет            | 4 – 2                   | Гвінея      | Відбір до ЧС 2014                           | 1    | 78'      |
| 14-11-2013 | Каїр             | Єгипет            | 2 – 0                   | Замбія      | товариський матч                            | 1    | 64'      |
| 19-11-2013 | Каїр             | Єгипет            | 2 – 1                   | Гана        | Відбір до ЧС 2014                           | 1    | 62'      |
| Усього     |                  | Матчів            | 63                      |             | Голів (6 місце)                             | 30   |          |

## Титули і досягнення
- Володар Кубка африканських націй (2):

2006, 2008